# Anacanthus
Anacanthus is een monotypisch geslacht van straalvinnige vissen uit de familie van vijlvissen (Monacanthidae).

## Soort
- Anacanthus barbatus Gray, 1830